# Liam Genockey
Liam Genockey (Dublín, 12 de agosto de 1948) es un baterista irlandés de world music, rock, folk-rock y jazz-rock.
Comenzó su vida profesional a mediados de la década de 1960 y en 1974 fue miembro-fundador de la banda de jazz-rock y "afro prog", Zzebra, para después marcharse con Steve Byrd (Guitarrista) y John McCoy (Bajo) a ser miembros de la nueva banda, en 1978 de Ian Gillan, (Ex-Deep Purple & Ian Gillan Band) llamada simplemente Gillan, con quien grabó el primer disco de esta agrupación Gillan (más conocido como The Japanese Album) aunque luego del primer show no puede comprometerse más con la banda, siendo reemplazado por Pete Barnacle.
Tras varios años como músico de sesión, grabando para Gerry Rafferty, Kevin Ayers, Bonnie Tyler, Cornelius Cardew, y Linda Thompson y en 1989 se incorpora a la banda Steeleye Span. Se marchó de la banda en 1997 para actuar y grabar con Paul Brady, y vuelve a Steeleye Span en 2001, ya para quedarse. 
En 2000 grabó el sencillo "Little Children", junto a Pete Kirtley y Paul McCartney.
En enero de 2003, participó en la grabación del programa tributo de la BBC Four a Robert Wyatt. 
En 2008 colaboró para la cantante Mandyleigh Storm en su disco Fire & Snow.
Su trabajo más reciente fue junto a Thomas Dolby, en su disco A Map of the Floating City, editado en 2011.